# Borolia melanostrota
Borolia melanostrota là một loài bướm đêm trong họ Noctuidae.